# Robert Brieger
Robert Brieger (21. listopadu 1956 ve Vídni) je důstojníkem Rakouské armády v hodnosti generála. Od 16. května 2022 je předsedou Vojenského výboru Evropské unie.

## Kariéra
Po absolvování střední školy vstoupil Brieger v roce 1975 do Rakouské armády. V letech 1976 až 1979 absolvoval Vojenskou akademii ve Wiener Neustadt, obor tankové vojsko.
Po absolvování důstojnického výcviku sloužil Brieger nejprve jako velitel průzkumné čety v Mauternu na Dunaji, poté jako spojař a později jako velitel roty v Zwölfaxingu. V letech 1985 až 1988 absolvoval Brieger kurz generálního štábu, po kterém zastával různé štábní funkce, např. byl zaměstnán jako náčelník štábu 9. brigády tankových granátníků.
Brieger získal zahraniční zkušenosti v Německých ozbrojených silách a na NATO Defense College v Římě. V letech 2001 až 2002 byl Brieger velitelem rakouského kontingentu v Kosovu. V letech 2011 až 2012 byl velitelem sil EUFOR v Bosně a Hercegovině. Od roku 2008 byl vedoucím skupiny Operational Basics Group. V této funkci byl zodpovědný za plánování rakouské účasti v misi OSN v Čadu.
V pozdější době zastával Brieger různé funkce na ministerstvu obrany. Např. působil od roku 2016 jako šéf skupiny logistiky a od roku 2017 jako náčelník generálního štábu. Rozhodnutí učinit Briegera nástupcem Othmara Commendy, který z důvodů věku odešel do důchodu, jako náčelníka generálního štábu ozbrojených sil, padlo 16. července 2018. Jeho inaugurační ceremonie se konala 27. července. V listopadu 2021 měl generál Brieger odejít do důchodu. Dne 19. května 2021 bylo oznámeno, že se stane novým předsedou Vojenského výboru Evropské unie (EUMC). 19. května 2021 byl v Bruselu zvolen 27 zeměmi EU jako nástupce italského generála Claudia Graziana.
6. května 2022 byl oficiálně odvolán z funkce náčelníka generálního štábu Rakouských ozbrojených sil.
Dne 16. května 2022 byl jmenován předsedou Vojenského výboru Evropské unie (CHAIRMAN EUMC) na řádné tříleté funkční období.

## Politické názory
Brieger byl považován za konzervativce a nacionalistu. Bývalí nadřízení hlásili, že Brieger není „červený, černý nebo modrý, ale primárně červeno-bílo-červený“. Pozorovatelé v médiích předpokládali, že Brieger vděčí za svou propagaci Mariu Kunasekovi a První spolkové vládě Sebastiana Kruze. V jednom ze svých prvních prohlášení ve funkci náčelníka generálního štábu se Brieger přiklonil k FPÖ, když označil „masovou migraci“ za „největší aktuální hrozbu“ pro bezpečnost Rakouska.
Brieger prosazoval výrazné posílení armády. Vyzval ke zvýšení rozpočtu rakouské armády na 3 miliardy eur ročně. Spolkovou armádu viděl jako organizaci sužovanou starostmi o peníze. Namísto škrtů požadoval Brieger investice do leteckého dozoru, zejména vrtulníkového parku, do mobility a ochrany vojáků na jedné straně a dlouhodobější rozpočtové záruky pro zlepšení plánování na straně druhé. Brieger též po dohodě s rakouskou důstojnickou společností požadoval prodloužení základní vojenské služby z šesti na osm měsíců.
Obecně chtěl náčelník generálního štábu pracovat na prezentaci armády na veřejnosti. Brieger kritizoval, že sebezobrazování ozbrojených sil v nedávné minulosti kladlo příliš velký důraz na civilní ochranu a asistenční operace. Brieger v jednom rozhovoru řekl: „Pokud mluvíme o sněhových lopatách, opuštění mírových misí a troše armádního sportu nejsme důvěryhodní. Musíme obnovit sebeobraz, že jsme vojáci Rakouska.“